# Idegenforgalmi struktúra
A turizmus alanya (a turista)  a turisztikai szükségleteit csak úgy tudja kielégíteni, ha turisztikai motivációinak megfelelő szolgáltatásokat tud igénybe venni. Mindazt ami a természetben, kultúrában, gazdaságban és a társadalomban  turisztikai helyváltoztatás célja lehet, tágabb értelemben az idegenforgalom tárgyának nevezzük. Ennek megfelelően a turizmus rendszerében minden elemet hozzá kell rendelni a turizmus tárgya alrendszerhez, amely lehetővé teszi a turizmus alanya alrendszer megvalósulását.
Hunziker felosztása szerint olyan intézményi alrendszerekről is beszélünk, amelyek szolgáltatási jellegének megfelelően a következő szerint oszthatunk fel:
- turisztikai település
- turisztikai létesítmények (vállalkozások),
- turisztikai szervezetek.

Ez a felosztás megfelel a turisztikai kínálat felosztásának is:
- Az eredeti kínálat: tartalmazza azokat a tényezőket, amelyek lényegüket tekintve nem tartoznak az idegenforgalomhoz, de vonzerejüknek megfelelően a turizmusnak irányt adnak és alakítják. (általános infrastruktúra).
- A származtatott kínálat: minden olyan szolgáltatást tartalmaz, amelyet turisztikai felhasználás céljából készenlétben tartanak.

## Az idegenforgalmi kínálat
A turisztikai kínálat a turisták igényeinek gazdag skálájára, sokféle formában kínálja magát. Az eredeti és a származtatott kínálat a motivációktól függően eltérő jelentőségre tesz szert. Például a fizikai motiváció az eredeti motivációnak ad nagyobb jelentőséget, a státusz és presztízs motiváció a származtatott kínálatra helyezi a nagyobb hangsúlyt. A fizikai motivációk között felsorolt sport lényegében az adott táj, környezet topográfiájától (helyi sportok, téli sportok), a gyógyulást kereső ember a természeti gyógyító tényezők (termál-, ásványvíz, klíma) meglététől függ.

### Az eredeti kínálat
Az eredeti kínálathoz sorolandók:
- természeti adottságok: földrajzi fekvés, klíma, topográfia (domborzat), flóra (növényvilág) és fauna (állatvilág).
- társadalmi, kulturális viszonyok: kultúra, vallás, világi építmények (világörökség), hagyományok, nyelv,  mentalitás, vendégszeretet, népszokások.
- általános infrastruktúra:ami lehetővé teszi átfogó gazdasági és társadalmi tevékenységek kibontakozását.

### A származtatott kínálat
A származtatott kínálat ezzel szemben a következőket tartalmazza:
- helyváltoztatást szolgáló létesítmények (közlekedés),
- a tartózkodást szolgáló létesítmények (szálláshelyek,  ellátást és szórakoztatást biztosító létesítmények, pihenés jellegű, rekreációs és sporttevékenységet szolgáló létesítmények, gazdasági tevékenységet szolgáló létesítmények, gazdasági tevékenységet biztosító szolgáló létesítmények (kongresszusi és tanfolyam lehetőségek és bevásárlási lehetőségek.
- közvetítési létesítmények: (utazási irodák, turisztikai egyesület vagy szövetség)

Az általános infrastruktúrát, mivel nem speciális turisztikai felhasználású az eredeti kínálathoz soroljuk. A turisztikai infra- és szuprastruktúra már a származtatott kínálathoz tartozik.

## A turisztikai infrastruktúra
Turisztikai infrastruktúra alatt az összes olyan közösen, azaz nyilvánosan használható létesítményt értjük, amelyek turisztikai tevékenységet tesznek lehetővé és nem tartoznak a turisztikai szuprastruktúrához:
- a turizmustól függő szűkebb infrastruktúra, azaz az idegenforgalom miatt szükséges , továbbá az ott lakók szükségleteit meghaladó ellátási és köztisztasági infrastruktúra,
- a szorosabb értelemben vett turisztikai infrastruktúra:
  - turisztikai közlekedési eszközök (és speciális közlekedési eszközök: függő vasutak, fogaskerekű vasutak),
  -  a helyi turizmus létesítményei: a vendégek pihenését és sporttevékenységét szolgáló létesítmények (séta- és túraútak, szabadtéri strand és fedett fürdők, parkok, sípályák, jég- és műjégpályák, fitnesz és más sportlétesítmények,  (horgászat, kerékpározás, torna, lövészet, gyermek játszóterek, kis sportpályák (kuglipálya)
  -  gyógyhelyi létesítmények (azaz a természeti tényezőknek gyógyászati eszközként történő felhasználását szolgáló létesítmények) ívó és sétafolyosók, gyógypark, meleg vizű fürdők, gáz-, és iszapfürdők,  inhalációs kezelések,  mozgásszervi kezelések (gyógyfürdő, gyógytorna, sport) utak tereptúrákhoz.
  - klimatikus gyógyhelyen[1] épületek és létesítmények (klímakúrára alkalmas terápiás lehetőségekkel: gyógyház, tájképileg kedvező helyen lévő fekvőcsarnok, nagy park és erdő, tereptúra gyakorlatokhoz jelzett gyógyutakkal,  sport, játék és pihenőpázsitok, mozgásterápiai létesítmények
  -  szórakozóhelyek: gyógyhelyi társalgó játékkaszinó, zenés táncos helyek, kongresszusi termek, más nyilvános helyiségek (társalgók, olvasóhelyiségek),
  - kongresszusi központok,
  - ellátási és információs szolgálatok.

## Turisztikai szuprastruktúra
A turisztikai szuprastruktúrához tartoznak a következők:
- szállás (szállodák, vendéglők, panziók, apartman-szállók, egyéb szállások:apartmanok, üdülőházak, kempingés lakókocsi helyek, tömegszállások).
- ellátás (éttermek, snack és önkiszolgáló létesítmények.

A szállás és ellátás kiemelését az indokolja, hogy az eredeti kínálat mellett a turisták számára a szállás és ellátás lehetőségek meghatározó jelentőségűek. A közeli üdülések (vakációk) esetében más prioritások állapíthatók meg a turisztikai infrastruktúra elemeiből.

### Külső hivatkozások
- http://www.altisk-lelle.sulinet.hu/socrates/2000/riport_somogyvari.htm Archiválva 2009. május 21-i dátummal a Wayback Machine-ben
- http://www.parlament.hu/naplo34/253/2530077.html